# Nekhbet
Nekhbet est la déesse protectrice de la Haute-Égypte, du pharaon et de la royauté du Sud. Au Nouvel Empire, elle devint la protectrice des accouchements. Les Grecs avaient identifié la déesse à leur déesse des accouchements, Ilithyie, et ils appelèrent la cité Nekheb (ou El Kab), où était pratiqué son culte, Eileithyaspolis. Nekhbet eut les épithètes : « Dame de Nekheb », « La blanche de Nekheb », « La blanche couronne », « Mère du Soleil », « Fille de Rê », « Dame des ouâdis du désert », etc.
Dans son rôle de protectrice du pharaon, elle est associée à la déesse cobra Ouadjet, symbole de Basse-Égypte. Elles forment donc ensemble le symbole redondant des deux terres (le nord et le sud) réunies au nom de pharaon. Elles étaient toutes deux présentes sur le diadème du roi. Nekhbet était alors représentée sous la forme d'une tête de vautour. Lorsqu'elle était représentée sur les parois des temples ou des tombeaux, elle apparaissait sous les traits d'une femme portant la couronne blanche de Haute-Égypte, ou sous la forme d'un vautour étendant ses ailes protectrices.
Toujours aux côtés de la déesse cobra Ouadjet, elle est l'une des « deux maîtresses » (ou « deux dames ») introduisant le nom de Nebty, deuxième nom de la titulature des pharaons.